# Gegentaktflusswandler

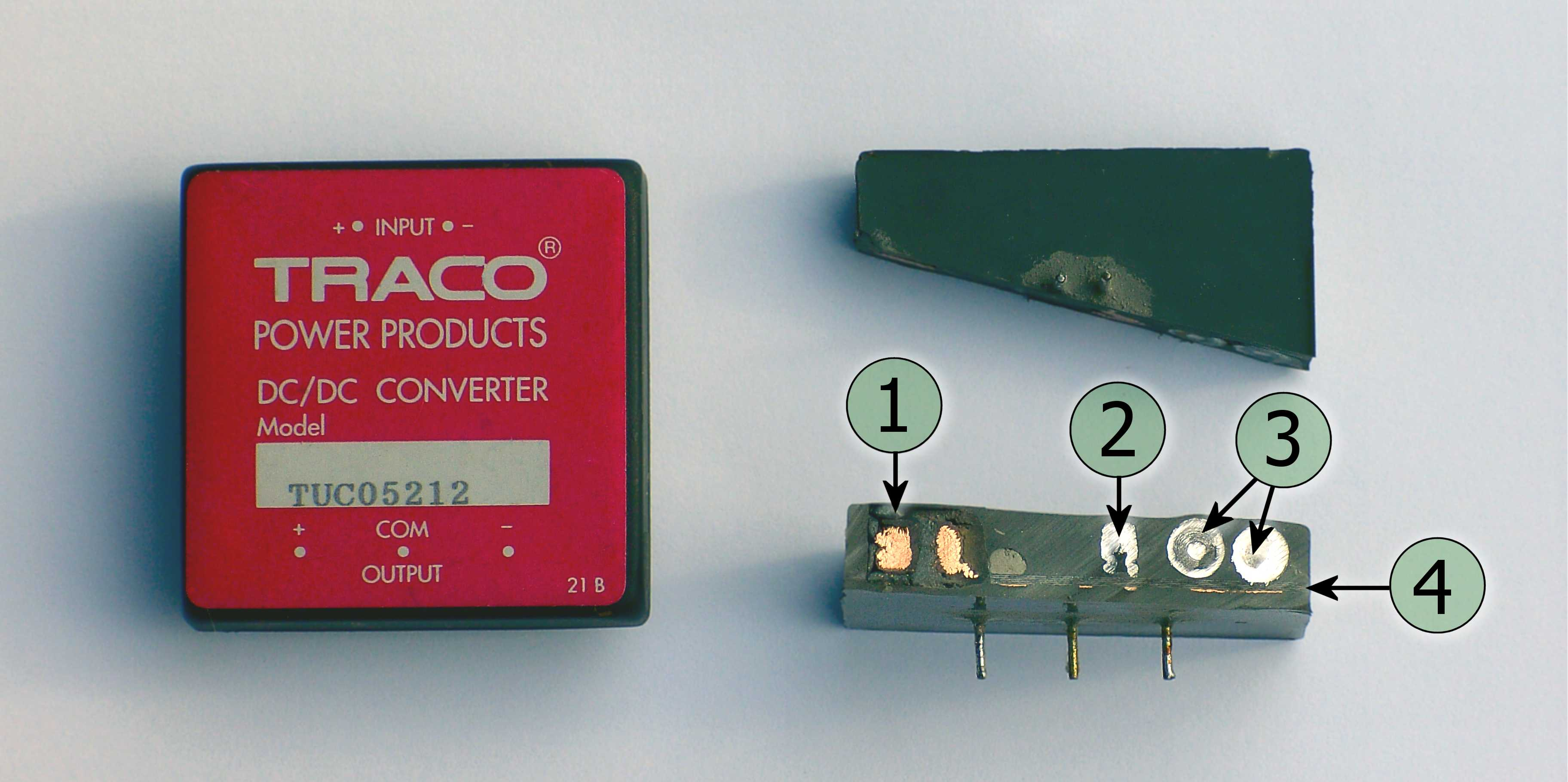
Gegentaktflusswandler (+12 V → ±18 V; 50 W) als eingegossenes Modul. ① Übertrager; ② und ③ Kondensatoren stehend bzw. liegend; ④ diskrete Leiterplatte in Durchstecktechnik

Als Gegentaktflusswandler, Gegentaktdurchflusswandler oder Gegentaktwandler (englisch push–pull converter) bezeichnet man in der Elektronik eine elektronische Schaltung, die eine elektrische Gleichspannung in eine andere elektrische Gleichspannung wandeln kann. Da der Hauptteil der Spannungsumsetzung beim Gegentaktflusswandler durch einen Hochfrequenztransformator erfolgt, kann die Ausgangsspannung nahezu beliebige Größen annehmen, da sie somit nicht durch die Topologie des Wandlers begrenzt ist, wie es beispielsweise beim Aufwärtswandler oder Abwärtswandler der Fall ist.
Aufgrund der durch den Transformator folglich potentialfreien Ausgangsspannung wird der Gegentaktflusswandler zur Gruppe der galvanisch getrennten Gleichspannungswandler gezählt.

## Aufbau und Motivation
Hauptelement des Gegentaktflusswandlers ist ein Hochfrequenztransformator ohne Luftspalt, der mittels Halbleiterschaltern mit einer Wechselspannung betrieben wird. Je nach Schaltungsvariante wird die Primärwicklung zyklisch umgepolt oder zwischen zwei Primärwicklungen umgeschaltet. In jedem Fall erfährt der Transformator eine wechselnde magnetische Durchflutung (Wechseldurchflutung), wodurch der magnetische Kreis des Transformators, im Gegensatz zum Eintaktflusswandler, in beide Richtungen – also durch eine Positive und eine negative Durchflutung – zur Energieübertragung genutzt wird. Dementsprechend benötigt der Transformator des Gegentaktflusswandlers keine Entmagnetisierungswicklung, da diese Aufgabe durch das jeweilige Umpolen der Durchflutung übernommen wird. Der Transformator wird somit wesentlich besser als beim Eintaktflusswandler ausgenutzt.
Die Ausgangsspannung des Hochfrequenztransformators wird gleichgerichtet und einem LC-Filter zugeführt, welches dadurch wie ein Abwärtswandler arbeitet. Die Gleichrichtung kann dabei entweder mittels Brückengleichrichter oder durch zwei Dioden und einer Sekundärwicklung mit Mittelanzapfung als Mittelpunktgleichrichter erfolgen.

## Ausführungsformen

### Gegentaktflusswandler in Parallelspeisung

Prinzipschaltbild des Gegentaktflusswandlers in Parallelspeisung

Bei einem parallel gespeisten Gegentaktflusswandler ist die Primärwicklung des Hochfrequenztransformators mittig geteilt. Die Mittelanzapfung des Transformators wird mit Versorgungsspannungspotential und die beiden Wicklungsenden werden im Gegentakt zyklisch mithilfe von Halbleiterschaltern mit Masse verbunden. Da nach jedem Umschalten die jeweils andere (und gegensinnige) Wicklung Strom führt, entsteht somit im Transformator eine Wechseldurchflutung.
Die jeweiligen Einschaltzeiten der Transistoren müssen exakt gleich lange andauern, da sich sonst im Transformator ein Gleichfeld ausbildet und den Kern in Sättigung treibt. Weiter ist ein überlappendes Schalten der Transistoren zu vermeiden, da sich dadurch das Feld im Transformator aufheben und einem Kurzschluss gleichkommen würde.
Bei der parallel gespeisten Ausführung des Gegentaktflusswandlers muss jede Teilwicklung der Primärseite auf die volle, die Transistoren jeweils auf die doppelte Versorgungsspannung ausgelegt werden.

### Gegentaktflusswandler mit Halbbrückenansteuerung

Prinzipschaltbild des Gegentaktflusswandlers mit Halbbrückenansteuerung.

Bei der Ansteuerung eines Gegentaktflusswandlers mittels Halbbrücke wird die Versorgungsspannung mithilfe von zwei Kondensatoren wechselspannungsmäßig halbiert und einem Wicklungsende der Primärwicklung zugeführt. Damit auch im Ruhezustand (kein Strom) an den Kondensatoren jeweils die halbe Versorgungsspannung anliegt, werden parallel zu diesen zwei hochohmige Widerstände verbunden, um das Gleichspannungspotential ebenfalls zu halbieren. Das andere Wicklungsende wird nun mittels Transistoren zyklisch im Gegentakt an Versorgungsspannungspotential oder Masse geschaltet, um die Wicklung alternierend umzupolen.
Wie die Schaltung bereits erkennen lässt, muss auf jeden Fall ausgeschlossen werden, dass die Schalter S1 und S2 gleichzeitig eingeschaltet werden, da dadurch die Versorgungsspannung kurzgeschlossen würde.
Unterschiedliche Einschaltzeiten der Transistoren wirken sich dabei nicht sonderlich aus, da ein Gleichstrom – und somit ein Gleichfeld im Transformator – aufgrund der Kondensatoren ausgeschlossen ist. Lediglich die ursprünglich symmetrische Spannungsaufteilung an den Kondensatoren verschiebt sich.
Bei der Halbbrückenausführung des Gegentaktflusswandlers muss die Primärwicklung auf die halbe, die Transistoren jeweils auf die volle Versorgungsspannung ausgelegt werden. Auch müssen die Schalter – bei angenommen identischem Leistungsdurchsatz – die doppelte Stromtragfähigkeit aufweisen wie bei Parallelspeisung, denn durch die Primärwicklung (an o. g. – im Mittel – nur halber Betriebsspannung) muss folglich der doppelte Strom.

### Gegentaktflusswandler mit Vollbrückenansteuerung

Prinzipschaltbild des Gegentaktflusswandlers mit Vollbrückenansteuerung

Bei der Ansteuerung eines Gegentaktflusswandlers mittels Vollbrücke (H-Brücke) befindet sich die Primärwicklung des Transformators zwischen zwei Halbbrücken und kann somit mit beiden Richtungen an die Versorgungsspannung geschaltet werden. Dafür werden stets die Schalter S2 und S3 oder S1 und S4 gleichzeitig eingeschaltet. Durch zyklisches Wechseln dieser beiden Schaltzustände wird auch bei dieser Ausführung erreicht, dass der Transformator mit einer Wechseldurchflutung betrieben wird.
Auch hier muss ein gleichzeitiges Einschalten von S1 und S3 oder S2 und S4 (also der sogenannten „Brückenzweige“) unbedingt unterbunden werden, da hierdurch – genau wie bei der Halbbrücke auch – die Versorgungsspannung kurzgeschlossen würde.
Im Normalfall fließt hier also der Strom immer abwechselnd über die beiden jeweils diagonal zueinander liegenden Schalter.
Bei der Vollbrückenausführung des Gegentaktflusswandlers müssen sowohl die Primärwicklung als auch die Transistoren auf die volle Versorgungsspannung ausgelegt werden. Dafür allerdings ist dieser Strom bei gleichen Bedingungen nur halb so hoch wie bei der Halbbrückenausführung (= identisch mit dem Wert bei Parallelspeisung).

## Funktion

Zeitliche Darstellung der Steuersignale, Spannungen und des Spulenstroms des Gegentaktflusswandlers. Die Steuersignale sowie die Primärspannung beziehen sich auf den Gegentaktflusswandler mit Vollbrückenansteuerung.

Die Funktion des Gegentaktflusswandlers soll hier anhand des Gegentaktflusswandlers mit Vollbrückenansteuerung erörtert werden, wobei alle Bauteile als ideal betrachtet werden. Die Beschreibungen lassen sich ebenso auf die anderen Schaltungsvarianten übertragen.
Für die Ansteuerung des Gegentaktflusswandlers wird jeder Schaltzyklus in vier Zeitintervalle unterteilt, welche der Reihe nach ausgeführt werden. In jedem Schaltzyklus wird somit die erste Schaltungsstellung (S2 und S3 sind leitend) für die Zeit ton ausgegeben, worauf eine Auszeit toff folgt, in der kein Schalter leitet. Nach diesen ersten zwei Zeitintervallen folgt der Gegentakt, in welchem wiederum für exakt dieselbe Zeitspanne ton die zweite Schalterstellung (S1 und S4 leiten) ausgegeben und wiederum mit einer Auszeit toff abgeschlossen wird, wodurch ein Schaltzyklus durchlaufen ist.
Bei jedem der beiden aktiven (Schalter leiten) Zeitintervalle pro Schaltzyklus liegt die Primärwicklung des Transformators an der Versorgungsspannung. Da der Transformator keinen Luftspalt hat und die Energie sofort überträgt (Energie fließt „durch“), liegt an der Sekundärseite des Transformators die jeweils um das Wicklungsverhältnis (Übertragungsverhältnis ü) größere (oder kleinere) Spannung an. Diese Spannung wird mithilfe eines Brückengleichrichters gleichgerichtet, wodurch eine pulsweitenmodulierte Gleichspannung doppelter Frequenz erzeugt wird. Diese pulsierende Spannung wird nun durch das LC-Filter am Ausgang geglättet und steht als reine Gleichspannung am Ausgang zur Verfügung. Dieses LC-Filter kann auch als Abwärtswandler betrachtet werden, wodurch die Ausgangsspannung je nach Pulsweite der pulsweitenmodulierten Spannung unterschiedliche Höhen erreicht. Dabei fließt der Strom IL in der Zeitspanne toff, hervorgerufen durch die Spule, durch die Gleichrichterdioden im Ausgangskreis weiter.
Die Höhe der Ausgangsspannung des Gegentaktflusswandlers hängt somit in erster Linie (abgesehen von der Eingangsspannung) vom Wicklungsverhältnis des Transformators ab und kann zusätzlich durch das Verhältnis der Zeitspannen ton und toff variiert werden. Das Tastverhältnis kann also beim Gegentaktflusswandler je nach Definition 1 werden, wobei dann die beiden Schalterstellungen abwechselnd ohne Pause ausgegeben werden. Gelegentlich wird das Tastverhältnis des Gegentaktflusswandlers auch als das Verhältnis zwischen Einschaltdauer einer Schalterstellungen und der Zykluszeit beschrieben, wodurch sich ein maximaler Tastgrad von 0,5 ergibt.
Die Ausgangsspannung in Abhängigkeit von der Eingangsspannung, dem Übersetzungsverhältnis und dem Tastverhältnis kann somit folgend angegeben werden:
{\displaystyle U_{\mathrm {aus} }=U_{\mathrm {ein} }\cdot {\ddot {u}}\cdot d}
Dabei wird der Tastgrad d definiert als
{\displaystyle d={\dfrac {2\cdot t_{\mathrm {on} }}{T}}}
und kann annähernd 1 annehmen.

## Sekundärseite

Vollbrückenansteuerung und Mittelpunktschaltung am Ausgang

Halbbrückenansteuerung und Mittelpunktschaltung am Ausgang

Die Sekundärseite des Gegentaktflusswandlers kann alternativ auch als Mittelpunktschaltung (Mittelpunktgleichrichter) ausgeführt werden. An der Funktion des Wandlers ändert dies jedoch nur minimal etwas, da der Freilaufstrom der Ausgangsspule in der Zeitspanne toff nun durch die beiden Gleichrichterdioden und zusätzlich durch die Sekundärwicklung bifilar fließt.
Die Spule (L), eine Glättungsdrossel im Sekundärkreis, dient dazu, um wicklungstechnisch bedingte Abweichungen aufgrund magnetischer Streuflüsse sowie magnetischer Kopplung zwischen den beiden sekundärseitigen Wicklungshälften und damit einhergehend unterschiedlich hohe mittlere Ströme in den Wicklungshälften auszugleichen. Bei hinreichend guter magnetischer Kopplung der beiden sekundärseitigen Wicklungshälften kann diese Drossel auch gänzlich entfallen – die Glättung der Ausgangsspannung wird dann nur über den Ausgangskondensator C sichergestellt.

### Stromverdoppler

Gegentaktflusswandler mit Stromverdoppler (Current-Doubler) am Ausgang

Insbesondere bei höheren Ausgangsströmen von einigen 10 Ampere aufwärts und geringer Ausgangsspannungen im Bereich weniger Volt, kann ein sogenannter Stromverdoppler (Current-Doubler), wie in nebenstehender Abbildung dargestellt, auf der Sekundärseite vorteilhaft sein. Dabei wird die bei höheren Strömen konstruktiv schwierige Mittenanzapfung am Transformator vermieden, damit einhergehend entfällt auch die Notwendigkeit einer möglichst guten magnetischen Kopplung der beiden sekundärseitigen Spulenhälften.
Die Sekundärseite des Transformators wird dabei auf die Hälfte des Ausgangsstromes und auf die doppelte Ausgangsspannung ausgelegt, wodurch der Querschnitt des Wicklungsdrahtes sinkt. Dafür sind zwei Spulen, L1 und L2, zusätzlich notwendig, welche gleichzeitig als Glättungsdrosseln wie in obigem Beispiel arbeiten. Im eingeschwungenen Zustand sind die Ströme durch die beiden Spulen L1 und L2 annähernd konstant, zusätzlich liegt noch eine kleine Restwelligkeit (Ripple) im Strom vor. Der Strom einer Drossel und der Strom durch die sekundärseitige Trafowicklung addieren sich, in jeder Halbschwingung alternierend, zu dem Ausgangsstrom durch die jeweils leitende Diode, wobei der Betrag der Spannung an der Spule ungefähr der Ausgangsspannung entspricht.

## Anwendung
Speziell der Gegentaktflusswandler mit Vollbrückenansteuerung eignet sich für Gleichspannungswandler der höheren Leistungsklasse bis mehrere Kilowatt. Wegen der besseren Ausnutzung des Transformators und des damit höheren Wirkungsgrads ist die Topologie des Gegentaktflusswandlers bereits bei einigen Hundert Watt deutlich zu bevorzugen.
Anwendung findet der Gegentaktflusswandler hauptsächlich bei Schaltnetzteilen, wo dieser die gleichgerichtete Netzspannung (maximal 325 V, bei Belastung weniger) auf Kleinspannungsniveau (beispielsweise 24 V) wandelt.
Umgekehrt findet der Gegentaktflusswandler auch bei Wechselrichtern höherer Leistung Anwendung. Dabei transformiert der Wandler die Kleingleichspannung (beispielsweise 12 V einer Starterbatterie) in die für den Wechselrichter benötigte Zwischenkreisspannung von etwa 325 V, welche anschließend mittels Hochvoltbrücke trapezförmig oder sinusförmig zu Netzspannung moduliert wird.